# Smile (Boris)
Smile è un album in studio del gruppo musicale giapponese Boris, pubblicato nel 2008.

## Tracce
1. Message – 7:06
2. Buzz-In – 2:34
3. Hanate! – 5:02
4. Hana, Taiyou, Ame – 5:35
5. Tonari No Sataan – 5:20
6. Kare Hateta Saki – 7:26
7. Kimi wa Kasa o Sashiteita – 9:19
8. [...] – 19:20

## Formazione

### Gruppo
- Takeshi – voce, basso, chitarra
- Wata – chitarra, voce
- Atsuo – batteria, voce